# 岩手県道36号上米内湯沢線
岩手県道36号上米内湯沢線（いわてけんどう36ごう かみよないゆざわせん）は、岩手県盛岡市上米内から同市湯沢に至る県道（主要地方道）である。

## 概要
盛岡外郭環状道路のうち南東半分を受け持つ（南西 - 北西・北東半分は県道16号盛岡環状線）。片側1車線の区間と片側2車線の区間が混在し（一部区間は中央分離帯付き）、特に南半分は盛岡競馬場や盛岡南IC・流通センターへのアクセス路として重要な役割を果たしている。
浅岸字橋場（水道橋くるみ幼稚園）付近のみ中央線や歩道のない狭い区間で、このあたりのみ最高速度が30km/hである。

### 路線データ
- 実延長：22,903.6 m[1]
- 起点：盛岡市上米内[1]（上米内交差点・国道455号交点）
- 終点：盛岡市湯沢[1]（岩手県道13号盛岡和賀線交点）

## 歴史
- 1959年（昭和34年）3月31日 - 上米内停車場線が県道に認定される[2]。

- 1993年（平成5年）5月11日 - 県道上米内停車場線の一部、盛岡大迫線の一部、川目津志田線、不動盛岡線の一部、西安庭津志田線の一部が、上米内湯沢線として建設省から主要地方道の指定を受ける[3]。
- 1994年（平成6年）3月15日 - 上米内湯沢線として県道に認定される[1]。
- 2017年（平成29年）4月1日 - 国道46号の経路変更に伴い、盛岡南IC入口交差点（盛岡市津志田15地割）から西バイパス南口交差点（同市永井1地割）までの区間が国道46号に編入される[4]。

## 路線状況

### 重複区間
- 盛岡市川目第4地割 - 第6地割 ： 国道106号
- 盛岡市手代森14地割 - 7地割 ： 国道396号・国道456号
- 盛岡市津志田15地割 - 永井1地割：国道46号
- 盛岡市津志田15地割 - 12地割 ： 岩手県道120号不動盛岡線（国道46号重複区間内）

## 地理

### 通過する自治体
- 盛岡市

### 交差する道路
- 国道455号（盛岡市上米内字道ノ下）
- 国道106号・宮古方面（盛岡市川目第4地割）
（国道106号重複区間）
- 国道106号・盛岡市内方面（盛岡市川目第6地割）
- 国道396号・遠野方面［国道456号重複］（手代森交差点・盛岡市手代森14地割）
（国道396号・456号重複区間）
- 国道396号・盛岡市内方面（都南大橋東交差点・盛岡市手代森7地割）
- 国道4号［岩手県道120号不動盛岡線重複（盛岡市内方面）］（盛岡南IC入口交差点・盛岡市津志田15地割）
（国道46号重複区間）
- 国道46号・秋田方面（西バイパス南口交差点・盛岡市永井1地割）
- 盛岡南IC - 東北自動車道（盛岡市羽場9地割）
- 岩手県道13号盛岡和賀線（盛岡市湯沢17地割）